# Dyab Abou Jahjah
Dyab Abou Jahjah, né à Hanin (en) (Liban) le 24 juin 1971, est un militant politique belgo-libanais controversé, fondateur de la Ligue arabe européenne, puis du parti belge Be.One. Chiite, Abou Jahjah est proche du groupe islamiste Hezbollah. Il est une figure controversée pour ses propos jugés extrêmistes, xénophobes, antisémites, homophobes et antisionistes,,.

## Jeunesse au Liban
Son père, Khalil Abou Jahjah, est professeur à l'université libanaise de Saïda, spécialiste de la littérature arabe et titulaire de deux doctorats à l'université Saint-Joseph de Beyrouth. Il est musulman chiite. Sa mère, Nanette Younes, est une institutrice chrétienne maronite. Dyab Abou Jahjah est né au Liban sud, dans une ville proche de la frontière libano-israélienne, à Hanine. D'après son témoignage, en 1975, les troupes de l'Armée du Liban-Sud investissent son village et sa famille est contraint à la fuite.

## Immigration en Belgique
En 1991, il dépose une demande d'asile en Belgique, après que sa demande a été rejetée auparavant en France. Dyab Abou Jahjah arrive clandestinement en Belgique. Il affirme initialement que sa vie aurait été mise en danger au Liban parce qu'il était tombé en disgrâce avec le Hezbollah. Qu'il aurait été membre du Hezbollah et aurait fui en Belgique parce qu'un tribunal islamique l'aurait condamné à mort pour avoir refusé de former de nouvelles recrues. Une histoire improbable, selon le commissaire général des réfugiés de l'époque. Le Comité d'appel permanent a donc rejeté sa demande d'asile. Mais rétrospectivement, il admet en 2003, que c'était un mensonge. Il obtient la nationalité Belge grâce au mariage avec une Flamande Peggy P., qu'il a immédiatement quitté. Selon son beau-père, toute cette affaire aurait été un mariage de convenance opportuniste.

## Création de la Ligue arabe européenne
Il fonde une association politique nationaliste arabe, la Ligue arabe européenne, qui prend comme modèles les mouvements noirs américains du type Black Power des années 1960. Il est décrit dans un article du New York Times de 2003 comme « This is the man known as Belgium's Malcolm X ». Dans une interview au magazine américain Time en 2002, il déclare qu'il n'est pas anti-américain, qu'en fait il admire les lois anti-discriminatoires en Amérique: « Les lois raciales d'Amérique sont plus avancées qu'ici. J'ai des membres de ma famille à Détroit et ils sont arabes-américains mais ils se sentent américains. Je ne me sens pas européen. L'Europe a besoin de rendre son concept de citoyenneté inclusif de toutes les cultures et religions. Je suis un musulman pratiquant mais je ne suis pas un monstre. Je ne suis pas un fondamentaliste. ».
Le Premier ministre belge Guy Verhofstadt déclare, en 2002, à la suite de manifestations qui ont dégénéré à Anvers après un crime raciste : « Cette organisation est un danger pour notre société surtout parce qu'il ne veut pas créer une cohabitation pacifique entre les communautés religieuses dans notre pays. Il est très clair que l'on cherche par des confrontations, des provocations à créer des troubles dans la vie des quartiers. ». Cinq ans plus tard, Dyab Abou Jahjah et un autre responsable de la L.A.E. sont condamnés à un an de prison pour incitation à des actes de violence, mais l'année suivante, ils sont acquittés en appel,.
Le professeur de sociologie des religions Felice Dassetto, spécialiste de l'islam en Belgique, écrivait fin 2002: « on peut se demander si Abou Jahjah et ses amis ne sont pas de bons enfants de Flandre (qui parlent d'ailleurs correctement le français, comme pas mal de jeunes d'origine marocaine de Flandre). Ils sont enfants du nationalisme flamand, qu'il soit légitime et orthodoxe, ou qu'il soit illégitime comme celui du Vlaamse Blok. À ce nationalisme-là (légitime ou illégitime), ils en opposent un autre, arabe (ou arabo-musulman). À l'ethnisme flamand, un autre, arabe également. (…) à Borgerhout comme en Flandre, l'identité flamande aime aussi séparer, n'aime pas non plus ce café au lait qu'est la Belgique. Sa seule catégorie est la séparation, la différenciation, l'identification claire du lait et du café. Des jeunes flamands arabes prennent l'idée de la séparation à leur compte. Ils ne font que prendre au sérieux leur être flamand. (…)  si Abou Jahjah est l'occasion de remettre sur le tapis la question des intégrations des immigrés, il y met aussi la question du nationalisme et du culturalisme comme catégorie fondatrice du politique ».
En 2004, il se rend sur un plateau télévisé aux Pays-Bas et se dispute avec Theo van Gogh. Selon un organisateur, il aurait insulté ce dernier et refusé toute discussion. Van Gogh lui aurait rétorqué : « Voilà donc ce que certains musulmans pensent de la démocratie ! » et le décrit comme étant « un proxénète du prophète »,. Après l'événement, des gardes du corps d'Abou Jahjah formulent des menaces et des insultes contre l'organisateur et contre Van Gogh. Abou Jahjah décrit par la suite Ayaan Hirsi Ali une politicienne victime de menaces de mort qui entretient des contacts avec ce dernier, comme une hérétique qui doit être enfermée pour sa critique de l'Islam. En novembre 2004, Theo van Gogh rédige une lettre critique d'Abou Jahjah, dans laquelle il le décrit comme un islamofasciste. Quelques jours après la rédaction de cette lettre, il est assassiné par un terroriste à Amsterdam.

### Déclarations antisémites
En 2003, Dyab Abou Jahjah et des membres s'engagent dans des diabolisations des Juifs : parlant d'Anvers comme bastion du sionisme, de lobby sioniste, d'insultes contre le peuple Juif, de « Juifs au gaz » et par diverses incitations à la haine,.
En 2006, il fait publier un dessin animé négationniste de la Shoah, qui sera condamné en 2012.
Il fait également des caricatures antisémites se moquant des victimes de la Shoah, comme par exemple un dessin du génocidaire Adolf Hitler dans un lit avec Anne Frank.

## Accusations judiciaires
Abou Jahjah est arrêté et détenu en 2002 après avoir prétendument organisé des émeutes et appelé à la violence. Il est acquitté le 21 octobre 2008.

## Initiateur de la liste RESIST
La L.A.E. de Dyab Abou Jahjah participe aux élections législatives fédérales de 2003 sur la liste RESIST, commune avec le Parti du travail de Belgique (PTB), une organisation marxiste-léniniste prochinoise, mais cette liste aboutit à un échec électoral (0,43 % dans la circonscription flamande au Sénat), même par comparaison aux scores habituels du PTB (0,62 % en 1999 pour la même circonscription).

## Création du Parti démocrate musulman
Il crée le Moslim Democratische Partij pour les élections de 2004. Aux élections régionales flamandes de 2004, la Ligue arabe européenne présente deux listes sous la dénomination Moslim Democratische Partij (MDP, Parti démocratique musulman) dans les circonscriptions d'Anvers et de Flandre-Orientale, elles obtiennent respectivement 0,27 % et 0,14 %.
Malgré ces résultats électoraux médiocres en juin 2004, le magazine américain Time le met encore en avant en février et décembre 2005 comme un dirigeant politique musulman important.

## Retour au Liban
Face à la guerre du Hezbollah avec Israël, Abou Jahjah affirme qu'il part au Liban. Il décrit les événements : « Je regardais la télévision avec mon frère à Bruxelles. Nous étions excités. Que faisons-nous ici, nous avons dit. Nous étions convaincus qu'Israël occuperait le Liban. Ensuite, nous avons décidé d'y aller, nous voulions contribuer à la résistance ». Il rédige alors une note de suicide sur son site Internet. Filip Dewinter, affirme qu'il « ne peut et ne devrait plus jamais remettre les pieds dans notre pays ». Il quitte la Belgique en affirmant être « heureux d'être sorti de ce trou de merde » (concernant la Belgique ).
En 2008, il est nommé le directeur international de l'IUPFPcrée en 2001 par le Mollah Ali Akbar Mohtashamipur, un étudiant, suiveur et ministre de Ayatollah Khomeini. Il réussit à organiser une conférence au Parlement belge avec la complicité d'écoloet quelques mois plus tard d'infiltrer le parlement britanniqueavec l'aide de Jeremy Corbyn.
Il se photographie torse nu avec une kalachnikov, entretient des relations avec le Hezbollah mais affirme qu'il n'a pas pris part aux combats. Il affirme vouloir créer « dans son pays » un parti politique « socialiste laïque entièrement nationaliste arabe ». Il affirme avoir été proche du Hezbollah, « Ils ont le pouvoir et les portes s'ouvrent » et il admire beaucoup le leader du Hezbollah Hassan Nasrallah, qu'il appelle une figure historique.
Lors de la guerre civile syrienne, il affirme avoir écrit une lettre ambiguë et avoir été accusé de trahison par certains.

## Retour en Belgique
En septembre 2013, Abou Jahjah rentre en Belgique en raison de la situation sécuritaire du Liban et déclare qu'il a choisi pour le moment la sécurité de ses enfants plutôt que toutes autres considérations. Filip Dewinter, du Vlaams Belang, déplore qu'il fait partie du « mouvement terroriste fondamentaliste et antisémite libanais Hezbollah ». Dewinter, l'accuse d'être un « fraudeur d'asile après un mariage de complaisance. Abou Jahjah doit être traité comme un étranger indésirable et dangereux et expulsé de notre pays dès que possible ». Certaines personnalités politiques s'émeuvent de son retour notamment André Gantman, président du groupe N-VA au conseil communal d'Anvers qui demanda à la ministre de la justice Annemie Turtelboom de procéder à son arrestation. Pour André Gantman, « Lors de son départ au Liban, Abou Jahjah avait indiqué qu'il comptait rejoindre le Hezbollah, une organisation terroriste chiite. Abou Jahjah doit être arrêté afin d'être questionné sur ses activités au sein du Hezbollah. Je demande à la ministre de la Justice de faire usage de son droit d'injonction positive une fois qu'il foule le sol belge ».
À partir de janvier 2014, il écrit une chronique hebdomadaire dans le quotidien flamand de référence De Standaard. Il est considéré par l'hebdomadaire flamand Knack comme étant le quatrième Belge allochtone le plus influent.
Début octobre 2014, il devient le président de Movement X, une association de fait mise en place avec son adjoint, Karim Hassoun et la journaliste du Het Laatste Nieuws, Hilde Sabbe. Movement X reçoit dès sa formation le support de personnalités avec Bert Anciaux, des professeurs tel que Philippe Van Parijs et des personnalités du monde artistique, Jan Goossens. L'organisation disparait totalement en 2019 ainsi que son site Internet.
En 2015, après l'attentat contre le Musée juif de Bruxelles, il insulte le maire d'Anvers Bart De Wever, d'être « un sioniste qui fait des fellations », alors que ce dernier a voulu plus de sécurité pour les institutions juives.
Pour le chercheur controversé Montasser Alde'emeh, Dyab Abou Jajah est une mauvaise publicité pour tous les musulmans. Selon lui, Dyab Abou Jajah incite les jeunes musulmans à se victimiser ce qui nuit gravement à leur réussite.
En 2016, il encourage la radicalisation dans son livre Pleidooi voor radicalisering. Lors de la présentation de son livre il précise : « Oui, je suis radical. Peut-être plus radical que beaucoup de gens ne le pensent. Mais donc pas encore un djihadiste ».
En janvier 2017, Dyab Abou Jajah est licencié du journal De Standaard pour s'être réjouit de l'attentat du 8 janvier 2017 à Jérusalem, faisant quatre morts. Il affirme qu'il ne s'agit pas  d'un acte de terrorisme mais de résistance, d'un peuple vivant sous occupation étrangère, qui serait reconnue par le droit international. Trente intellectuels du Nord et du Sud du pays prennent alors sa défense dans une carte blanche publiée dans les journaux De Morgen et La Libre Belgique. À la suite de cet événement, le journal Pan s'étonne de ce soutien compte tenu des écrits d'Abou Jahjah qu'il décrit comme antisémite, négationniste et homophobe.
En février 2018, il fonde Be.One, un nouveau parti politique avec l'ex-sénatrice Groen Meryem Kaçar. Be.One entend garantir une égalité radicale à tous les citoyens, quel que soit leur genre, leur classe sociale, ou leur appartenance ethnique ou religieuse. Pour Bruxelles, ce parti adopte une position régionaliste et souhaite que la capitale jouisse d'une autonomie similaire à celle de la Flandre et de la Wallonie, ce qui implique la régionalisation des compétences communautaires[réf. nécessaire].
Pour les élections régionales 2024 pour la Région de Bruxelles-Capitale, il présente sa liste VivaPalestina  pour mettre la situation des palestiniens au centre des préoccupations politiques bruxelloises alors que ces élections ont pour objet la politique de la région.
En septembre 2024 il crée la Fondation Hind Rajab qui a pour but officiel de lutter contre ce qu'elle estime être l'impunité d'Israël pour ses crimes de guerre. Le Jerusalem Post estime cependant que la fondation et Dyab Abou Jahjah entretiennent des liens étroits avec l'organisation terroriste Hezbollah et avec le régime des mollahs iraniens.

## Positions

### Sur le terrorisme islamiste
Après les attentats du 11 septembre 2001 contre des civils aux États-Unis, Abou Jahjah affirme que lui et la plupart des Arabes ressentent « une douce vengeance » et parle concernant les victimes de dommages collatéraux. Mais nuance par la suite en affirmant : « Nous nous sentons mal pendant que nous applaudissons ».
En 2004, il se réjouit des pertes occidentales en Irak: « Je considère chaque soldat américain, britannique ou néerlandais mort comme une victoire ».
Sur les attentats du 11 mars 2004 en Espagne, Abou Jahjah affirme comprendre « parfaitement la motivation des Arabes et des musulmans qui veulent frapper contre l'Espagne ».

### Sur la résistance palestinienne
Il appelle à la « violence armée » contre Israël dans des textes en arabe. Et se dit en faveur d'un nettoyage ethnique des Juifs d'Israël :  « la valise ou le cercueil ».
En 2017, dans un article du journal De Standaard, Dyab Abou Jahjah porte des louanges pour les attaques terroristes en Israël.

### Sur l'homosexualité
Il déclare sur les homosexuels que les « pédés » (« fagots ») « propageant le sida [sic] » et d'être « tout ce que l'Europe a de saint ». Il a également déploré que les musulmans aient été « persécutés » pour avoir été « dégoûtés » par l'homosexualité, qu'il qualifie de « maladie ».
Il se déclare opposé au mariage homosexuel.

### Sur la démocratie
En 2002, il affirme vouloir exiger « son droit », être contre l'assimilation des Arabes et veut rassurer : « Je ne suis pas un dangereux. Je suis un démocrate qui se bat pour ses idées ».
En 2003, Abou Jahjah affirme qu'il considère la démocratie comme un moyen puissant de parvenir à ses fins : « La charia sera instaurée après un processus démocratique ».
Il affirme faire partie des musulmans modérés et que « sa contre-stratégie et son contre-discours » sont essentiellement démocratiques. Il affirme supporter en fait ce qu'il décrit comme les valeurs islamiques traditionalistes. Il accuse les médias de manipulation, alors qu'il est mis en cause pour des allusions aux nazis, concernant « sa patrouille » qui se promène habillé tout en noir.

## Alliances politiques
Aux élections législatives belges de juin 2003, il s'associe avec le Parti du travail de Belgique (PTB/PVDA). Le parti reconnaît avoir perdu 71 % de ses voix en Flandre après s'être associé avec lui.
En 2009, il visite la Grande-Bretagne et entretient des contacts avec le politicien Jeremy Corbyn, qu'il décrit comme un ami. Après cette visite il est banni d'entrée dans le pays par le Secrétaire d'État à l'Intérieur.